# Pilar Dyed

Pilar Dyed

El pilar Dyed, o Dyed simbolitzava l''estabilitat' a l'antic Egipte. Va poder representar la columna vertebral del déu Osiris, un arbre, un pal conformat per garbes de blat lligades, etc. És el segon símbol més reproduït en la mitologia egípcia, només darrere de l'Ankh, encara que es desconeix l'objecte que representa realment. Pot aparèixer acompanyat d'altres símbols, com són el ceptre uas, 'poder' o 'domini' i l'Ankh, 'vida'.

## Història

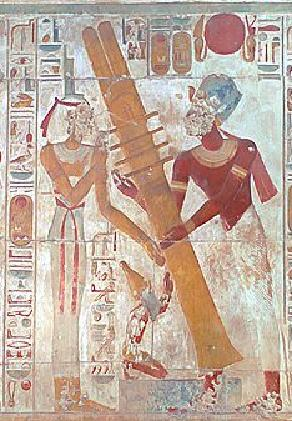
Imatge de Seti II a Abidos: erecció del pilar Dyed

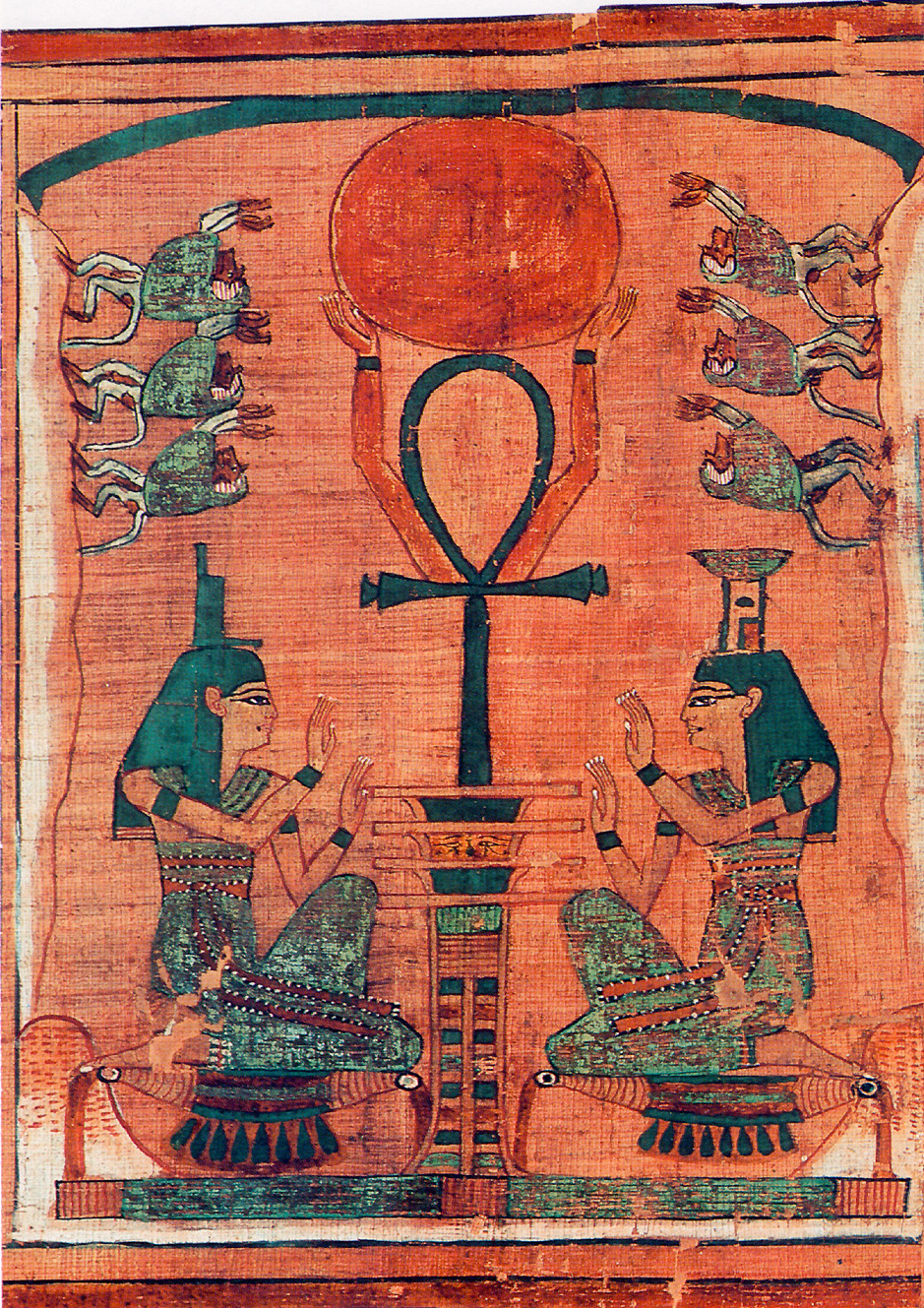
Isis i Neftis davant Osiris, amb forma de pilar Dyed. Papir d'Ani

El pilar Dyed va poder ser un antic fetitxe de l'època prehistòrica, relacionat amb els ritus agrícoles, que va perdurar en la iconografia egípcia, i fou representat fins al període de dominació romana.
D'època Tinita es coneixen pilars Dyed trobats a Helwan. Posteriorment, durant l'Imperi antic, va ser gravat al recinte funerari del faraó Dyeser (Zoser) a Saqqara, a la necròpoli de Memfis, i sembla indicar que era un símbol associat a altres conceptes, com a suport del cel, o bé va poder ser assignat a altres divinitats, com Sokar i Ptah, ja que aquests déus de Memfis apareixen representats portant aquest símbol. Ptah va arribar a ser assimilat a Osiris
Durant l'Imperi Nou, al papir d'Ani, està dibuixat al costat del signe de la vida, Ankh, amb uns braços que porten un disc solar naixent, acompanyat, a banda i banda, per la seva germana Neftis i la seva dona Isis, amb diversos micos que saluden i adoren al Sol. En aquesta època Osiris és representat amb forma de Dyed.

## Sincretisme
És possible que quan Osiris, Ptah i Sokar van ser associats, el pilar va passar a formar part del simbolisme d'Osiris quan es va difondre àmpliament el seu culte. El pilar Dyed també es troba representat en els ceptres uas dels déus Thot i Jonsu.

## L'erecció del pilar Dyed
L'erecció del pilar Dyed era una cèlebre cerimònia d'origen memfita, possiblement en honor del déu Ptah, que posteriorment es va associar amb Osiris. Mitjançant la celebració d'aquesta cerimònia, se simbolitzava l'estabilitat del regnat, la resurrecció d'Osiris i la victòria d'aquest déu sobre Seth. Aquesta cerimònia constituïa una manera de renovar, regenerar i revitalitzar periòdicament les forces del faraó perquè pogués seguir regnant sobre el tron d'Egipte. A més, havia de repetir-se durant la festa Heb Sed. Es pot observar, entre altres llocs, al temple de Seti I a Abidos, el lloc de culte a Osiris.